# Wagneriana roraima
Wagneriana roraima är en spindelart som beskrevs av Levi 1991. Wagneriana roraima ingår i släktet Wagneriana och familjen hjulspindlar. Inga underarter finns listade i Catalogue of Life.